# Klasea bulgarica
Klasea bulgarica là một loài thực vật có hoa trong họ Cúc. Loài này được (Acht. & Stoj.) J.Holub mô tả khoa học đầu tiên năm 1977.